# Simmertopf

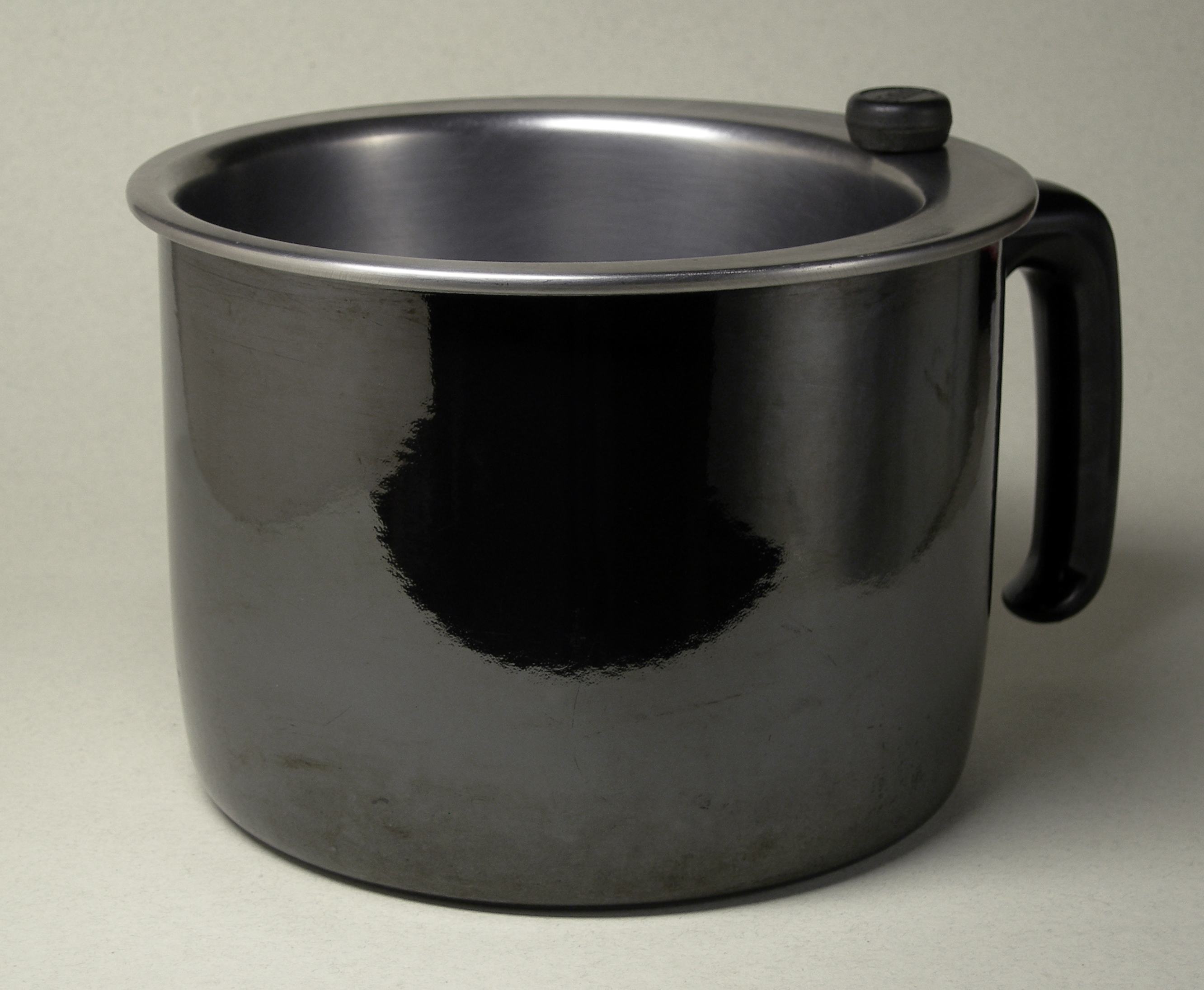
Ein Simmertopf. Der „Knopf“ ist der sichtbare Teil eines Messstabs für den Wasserstand, der zugleich als loser Verschluss für die Einfüllöffnung dient.

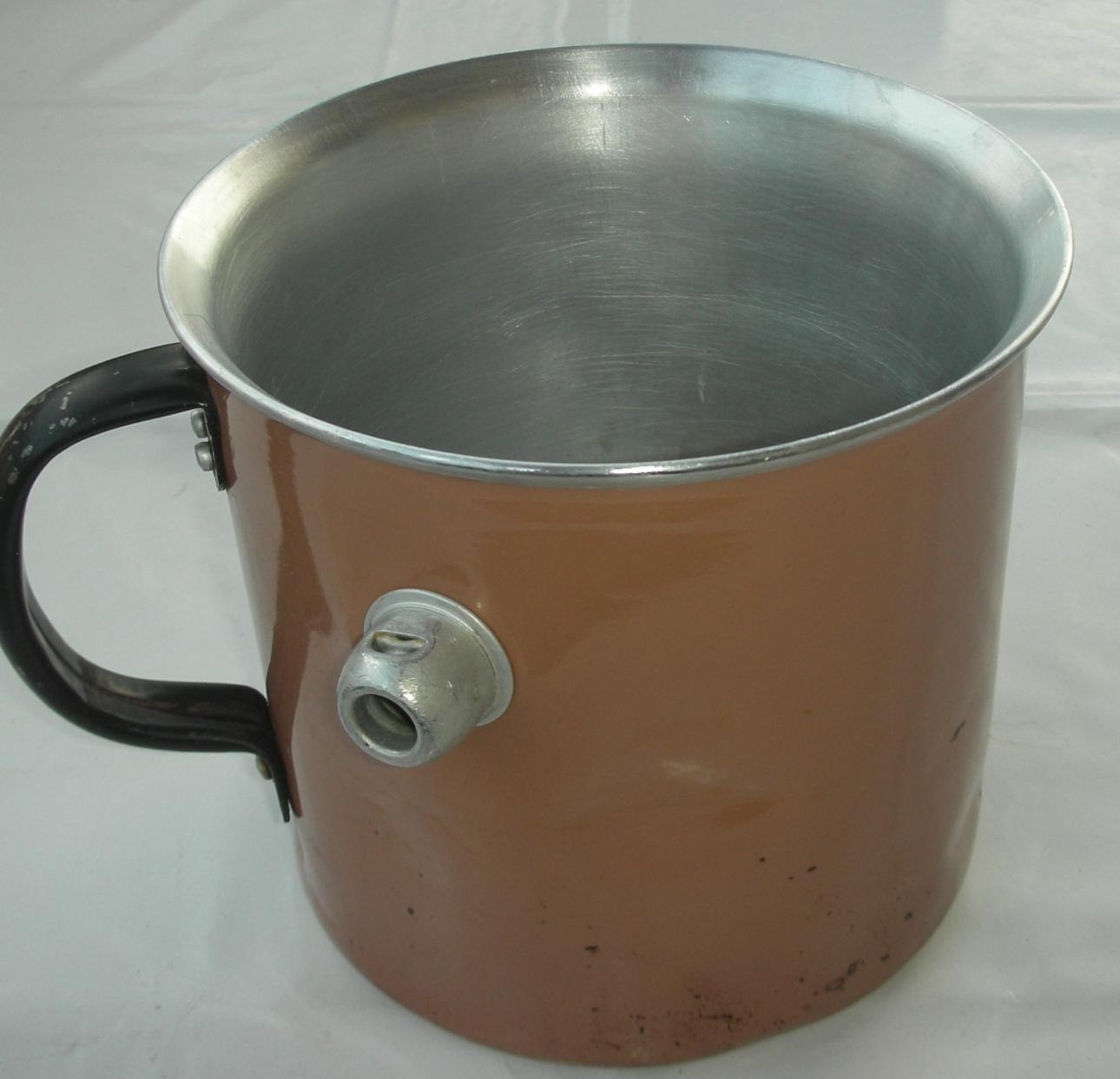
Simmertopf, hergestellt aus Aluminium in der DDR

Ein Simmertopf (von simmern) ist ein doppelwandiger Topf zur schonenden Erwärmung hitzeempfindlicher Zutaten und Speisen wie Milch, Schokolade, Glasuren, Eierstich oder Zabaione im Wasserbad.
Der Raum zwischen Außen- und Innenwand wird zu etwa einem Drittel der Höhe mit Wasser gefüllt, die Innenwand hat somit keinen direkten Kontakt mit der Wärmequelle. Dadurch wärmt die eventuell sehr heiße Kochplatte über die Außenwand zunächst das Wasser im Zwischenraum. Während die Wand eines einwandigen Topfes so heiß werden kann, dass das Kochgut an der über 100 °C warmen Topfwand anbrennt, wird im Simmertopf die Wärmeenergie des Herdes an das Wasser des Zwischenraumes abgegeben. Dieses siedet bei 100 °C, erwärmt sich also nicht über diese Temperatur hinaus. Dadurch wird die Innenwand des Topfes nicht über 100 °C warm, was ein Anbrennen oder Überkochen im Simmertopf unmöglich macht. Erst wenn das gesamte Wasser zu Wasserdampf wurde, kann die Temperatur der Innenwand über 100 °C steigen.
Eine weitere Ausführung besitzt eine an den Zwischenraum angeschlossene, abnehmbare Pfeife (Pfeiftopf), die das Sieden des dazwischen befindlichen Wassers anzeigt.
Die in der Gastronomie verwendete Bain-Marie wirkt nach dem gleichen Prinzip, ist aber zweiteilig aufgebaut.